# Strada Episcopiei

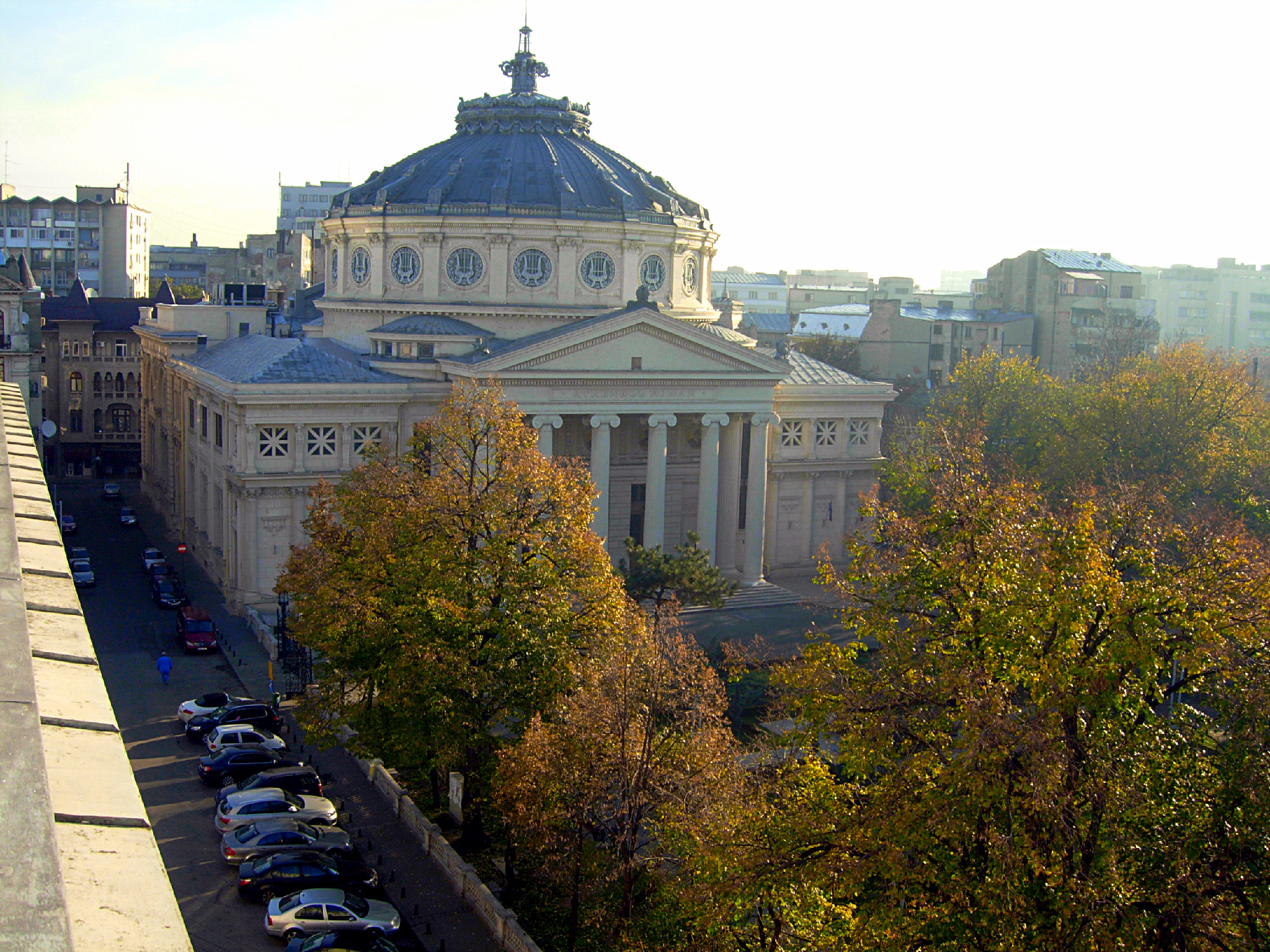
Strada Episcopiei, strada Constantin Esarcu, Ateneul și Grădina Ateneului

Strada Episcopiei din București se află în sector 1.

## Istoric
Numele străzii este legat de biserica Episcopiei, aflată pe locul în care astăzi se află strada. Biserica a fost construită de Mihail Cantacuzino și a fost închinată Episcopiei din Râmnicul Vâlcea. Înainte de construirea bisericii, în 1730, pe terenul respectiv exista o livadă, „Livada lui Văcărescu”. Proprietarul livezii era poetul Enăchiță Văcărescu. În curtea bisericii Episcopiei funcționa o școală în care erau predate cântece bisericești.
După distrugerea bisericii și a școlii, pe terenul rămas, a fost amenajată o grădină. Grădina a fost terminată în 1872 și a fost numită Grădina Episcopiei. În mijlocul acesteia, în amintirea bisericii, a fost amplasată o urnă, opera lui Karl Storck.
După ce în anul 1888 a fost construit Ateneul Român, grădina a fost încorporată Ateneului, în anul 1888, fiind cunoscută sub numele de Grădina Ateneului.